# Gala (botànica)

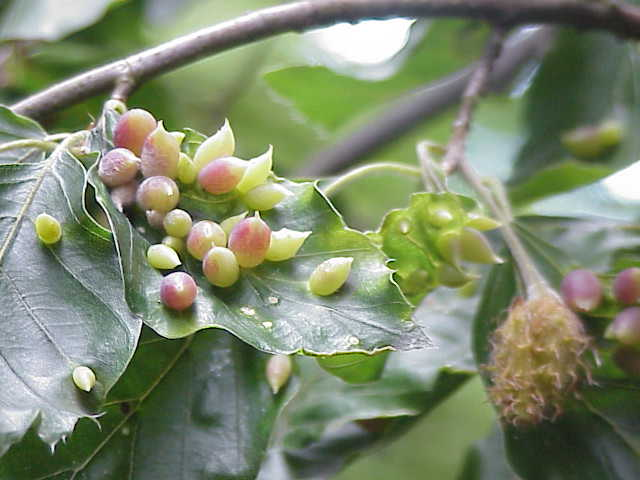
Gales de Mikiola fagi (Diptera, Cecidomyidae) a sobre de fulles de faig

Una gala o un cecidi és una estructura de tipus tumoral induïda per insectes i altres artròpodes, bacteris i fongs. Es tracta de la resposta del vegetal a la presència del paràsit amb un creixement anòmal de teixit que intenta aïllar l'atac o infecció. Aquest teixit de nova formació adquireix formes molt variades.
Les gales de les plantes són creixements anormals dels teixits de les plantes i sovint són estructures altament organitzades, i per això la causa de la gala pot ser sovint ben determinada sense veure l'agent implicat.
Popularment, té diferents noms: agalla, macarulla (camarulla), ballaruga (ballaruc, ballarusca, baralluc, baralluga), camarota (macarota), cassanella, cascarra (Catalunya del Nord) i cascarrot o cascarot (bola de, al Vallespir).

## Causes de les gales de les plantes

### Insectes
Són estructures molt característiques d'insectes herbívors; són a la vegada l'hàbitat i la font d'aliment de l'insecte, puix que l'interior de la gala pot contenir midó que és comestible. També proporcionen protecció física a l'insecte.
Les gales produïdes per insectes estan induïdes per substàncies químiques injectades per la larva o l'adult i possiblement per dany mecànic. Aquest tipus de gales s'anomenen zoocecidis.
Les gales es poden trobar allà on hi ha meristemes, o sigui, en les fulles, tiges, branques, borrons, arrels, i fins i tot en les flors i els fruits.
Entre els insectes que fan gales, hi ha vespes, mosquits, Tephritidae, àfids, i psyllidae.

### Fongs
Un fong inductor és Gymnosporangium. Es veuen gales sovint en fulles i fruits de Pongamia pinnata.
El fong Ustilago esculenta associat amb Zizania latifolia, un arròs silvestre, produeix una gala comestible molt valorada a la Xina.

### Bacteris i virus
Agrobacterium tumefaciens causa gales a les arrels.

### Altres plantes
El vesc pot formar gales als seus hostes.

## Usos
Les gales són riques en resines i àcid tànnic, i es van fer servir per a fer tinta en tints i com a taní. Es fan servir les larves de les gales com a menjar de supervivència i per a pescar; també produeixen purpurogal·lina.
Les cassanelles s'empraven en medicina casolana per a curar l'histerisme, estellades i bullides. Es deia que s'han de bullir sempre en nombre senar, si es vol que facin bon efecte (a Llofriu, DCVB).

## Galeria

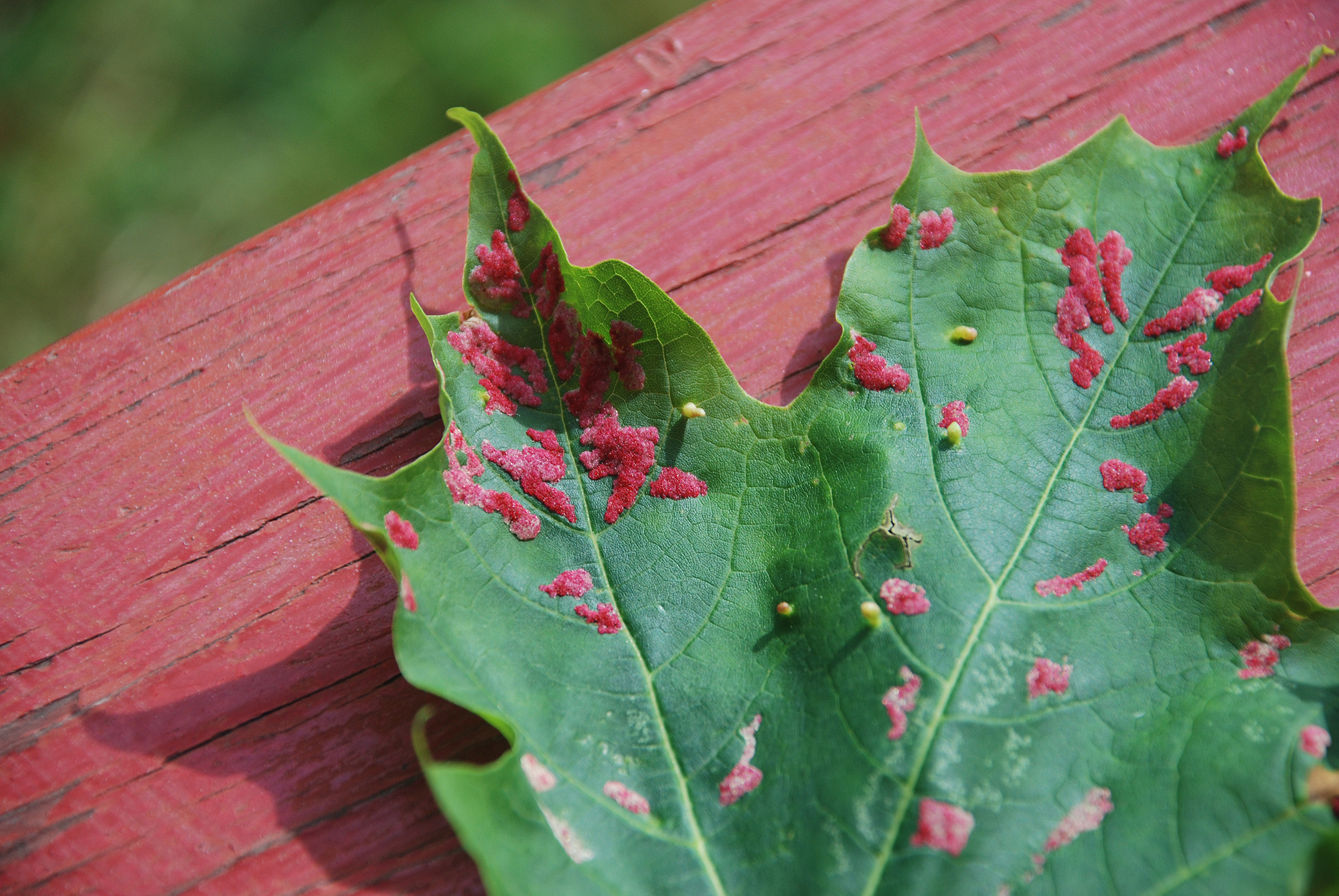
Gala d'un auró
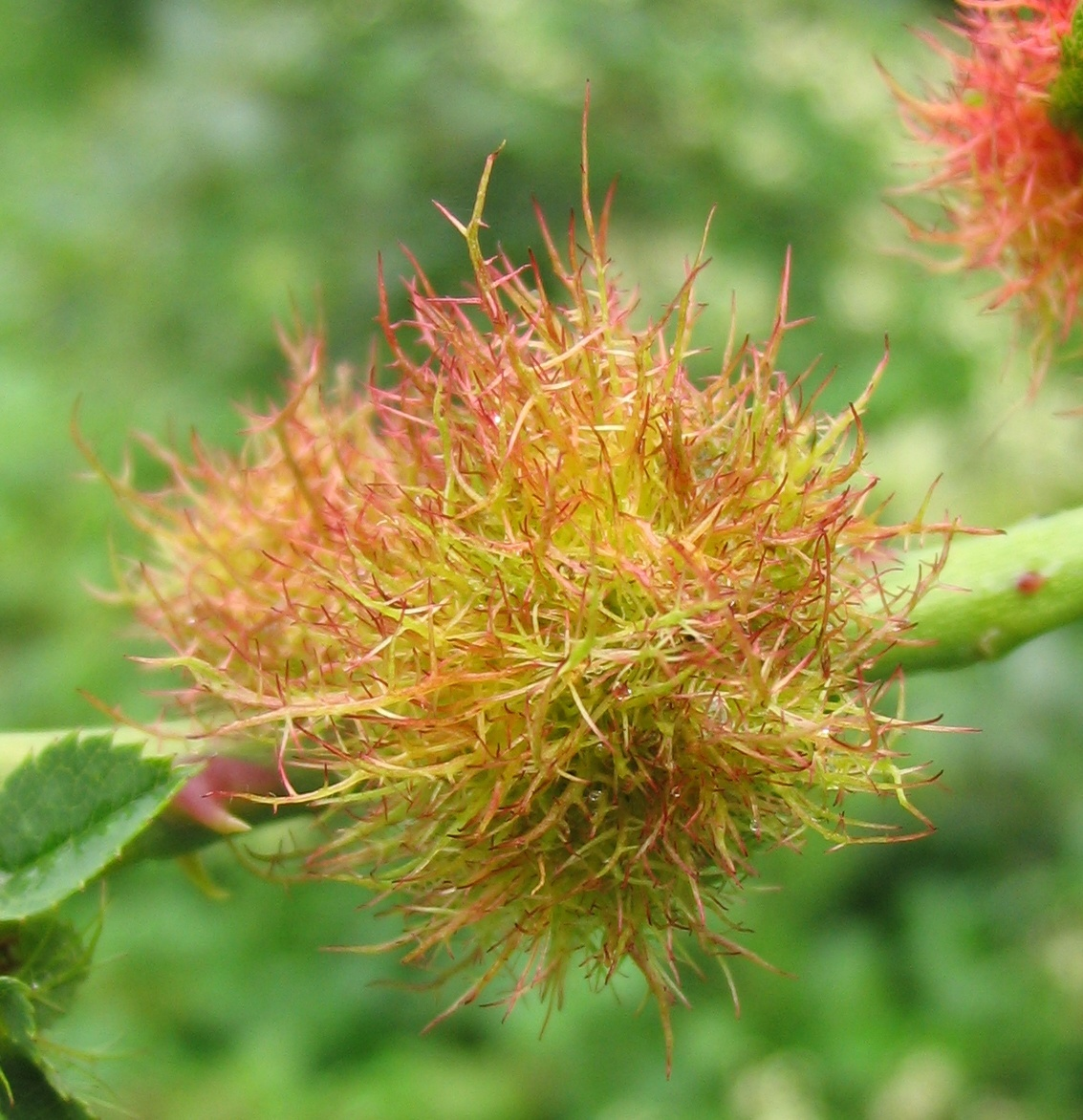
Gala feta per l'insecte Diplolepis rosae en un roser a l'estiu
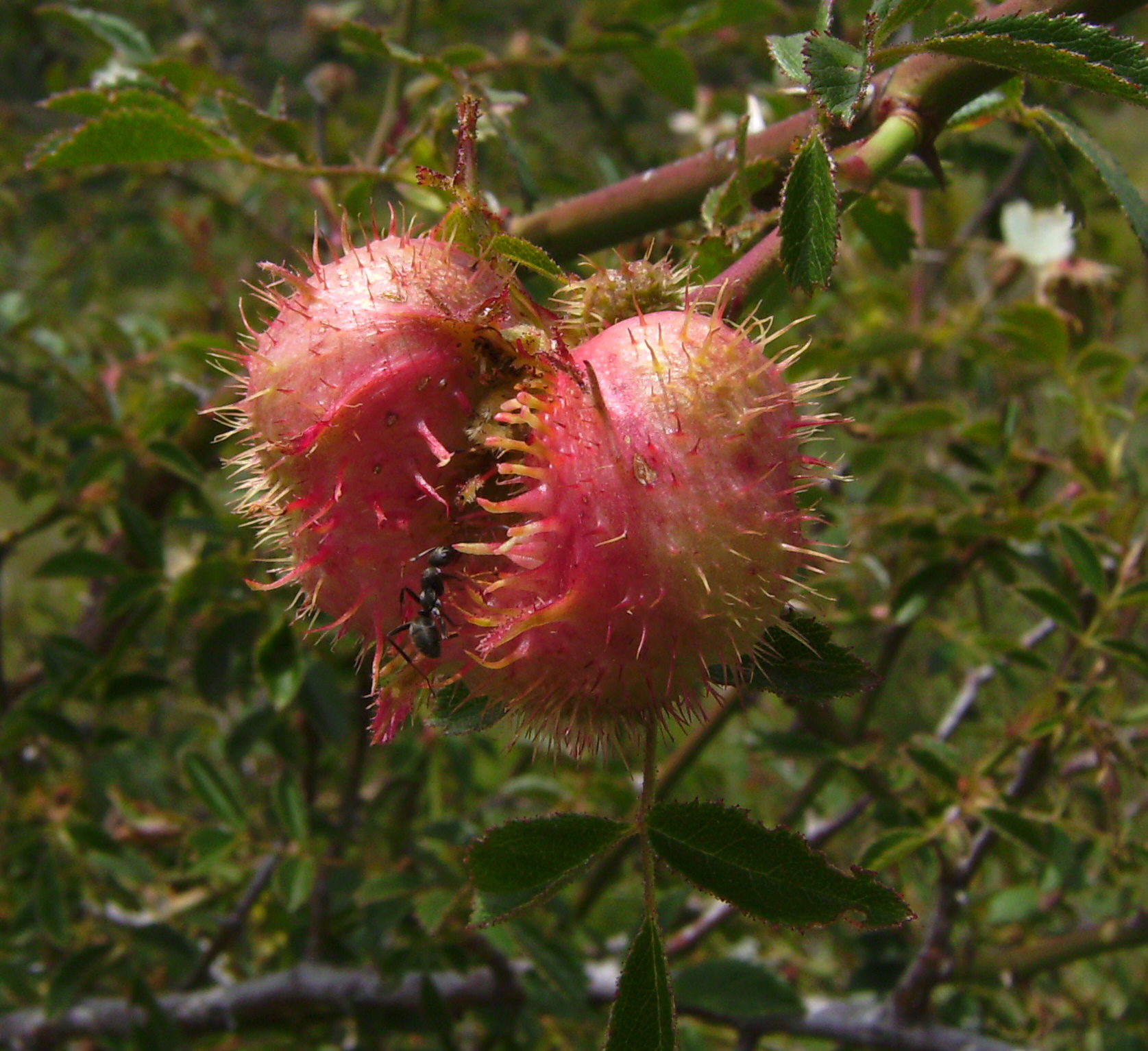
Gala feta per l'insecte Diplolepis mayri en un roser al juny
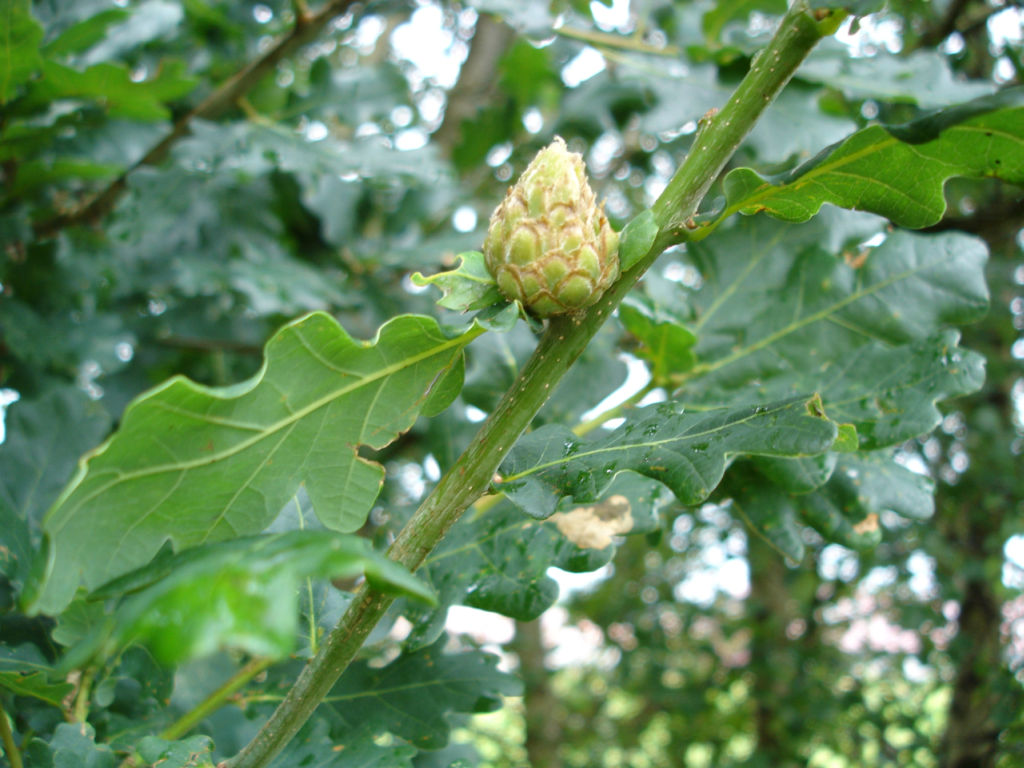
Andricus fecundator
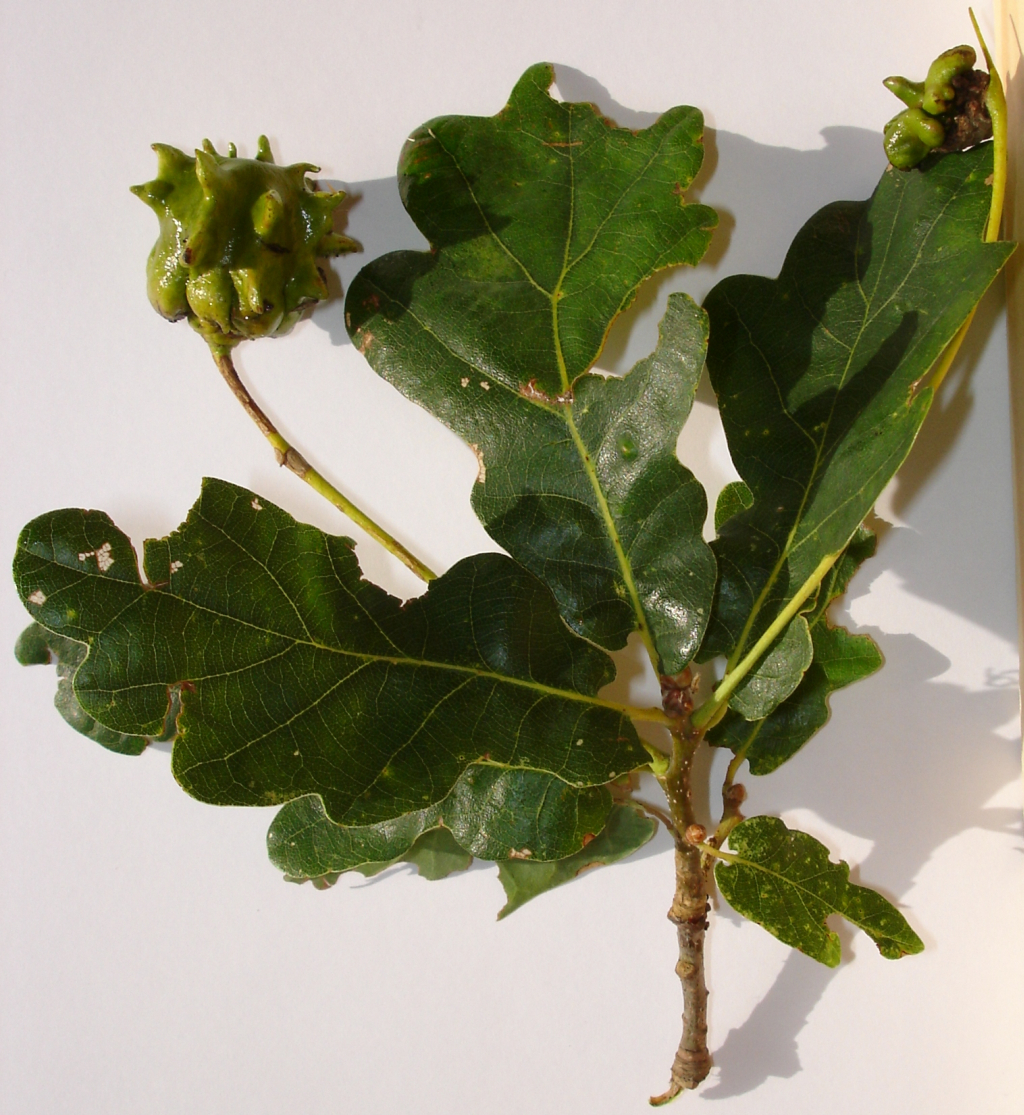
Andricus quercuscalicis
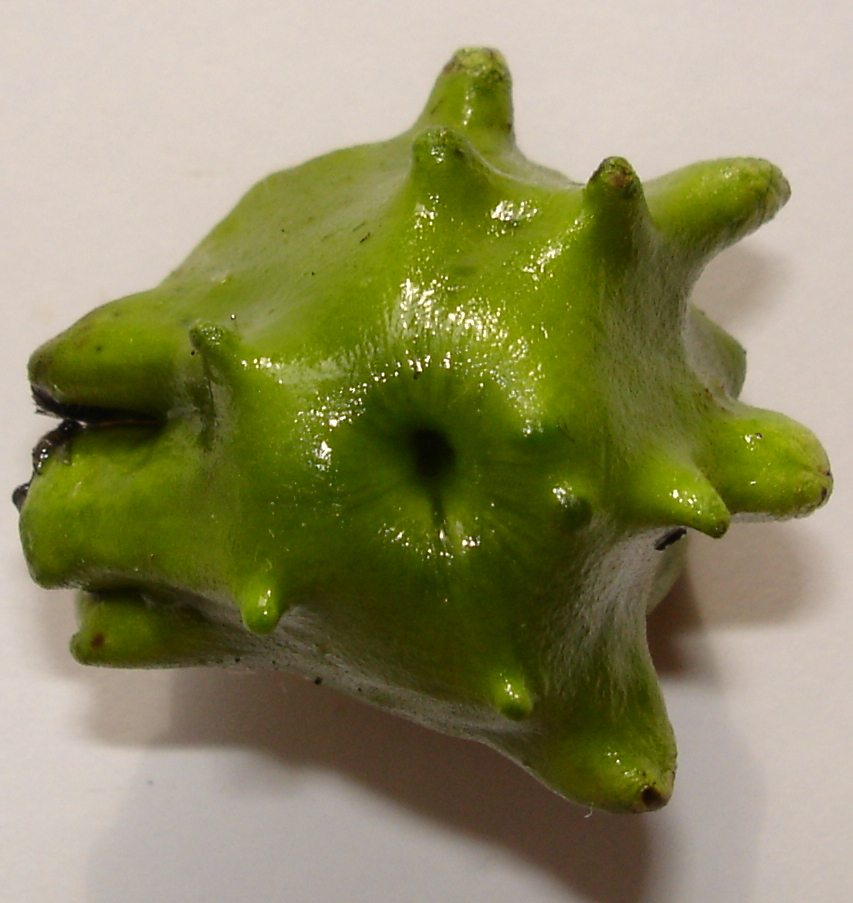
Andricus quercuscalicis
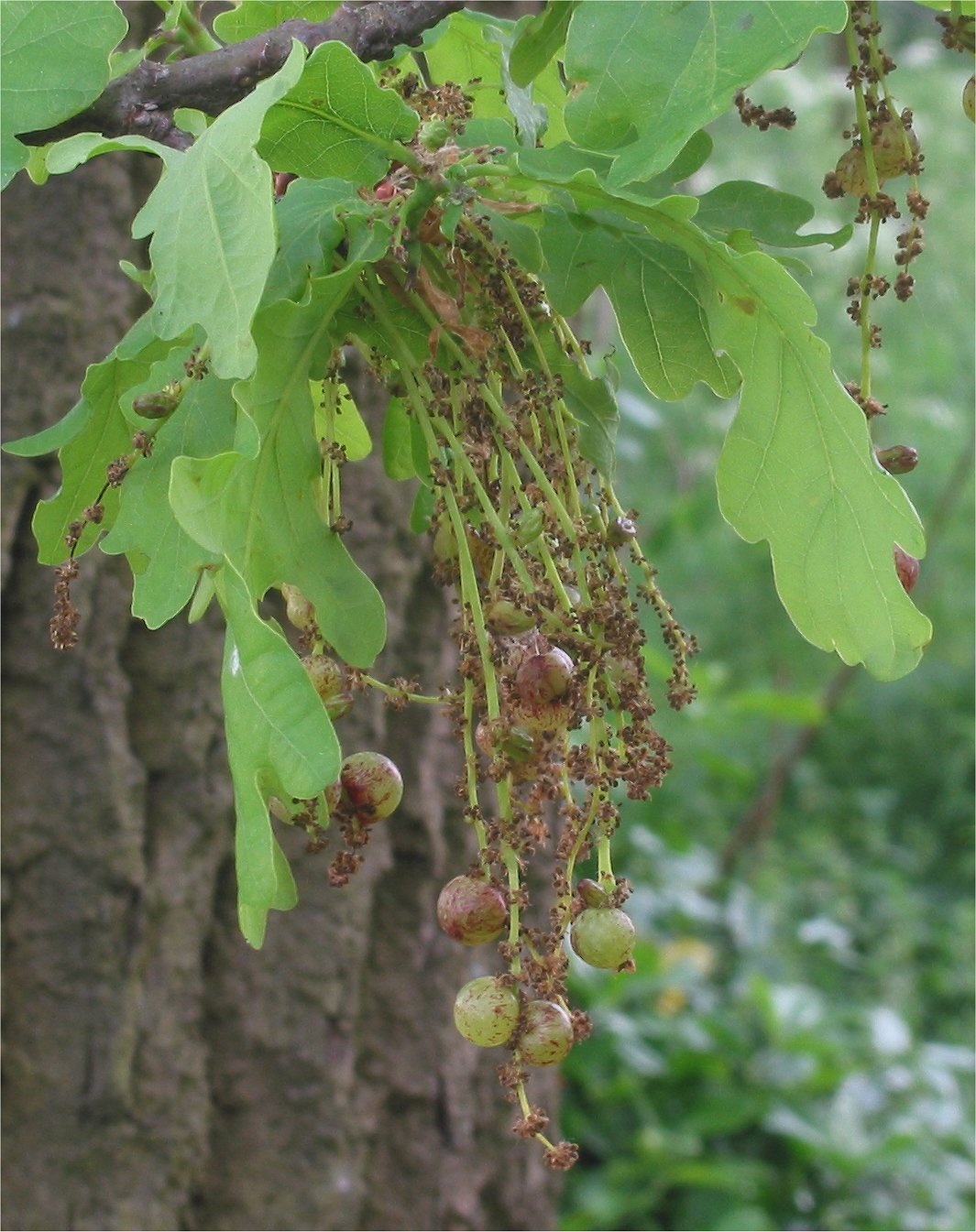
Neuroterus albipes forma laeviusculus
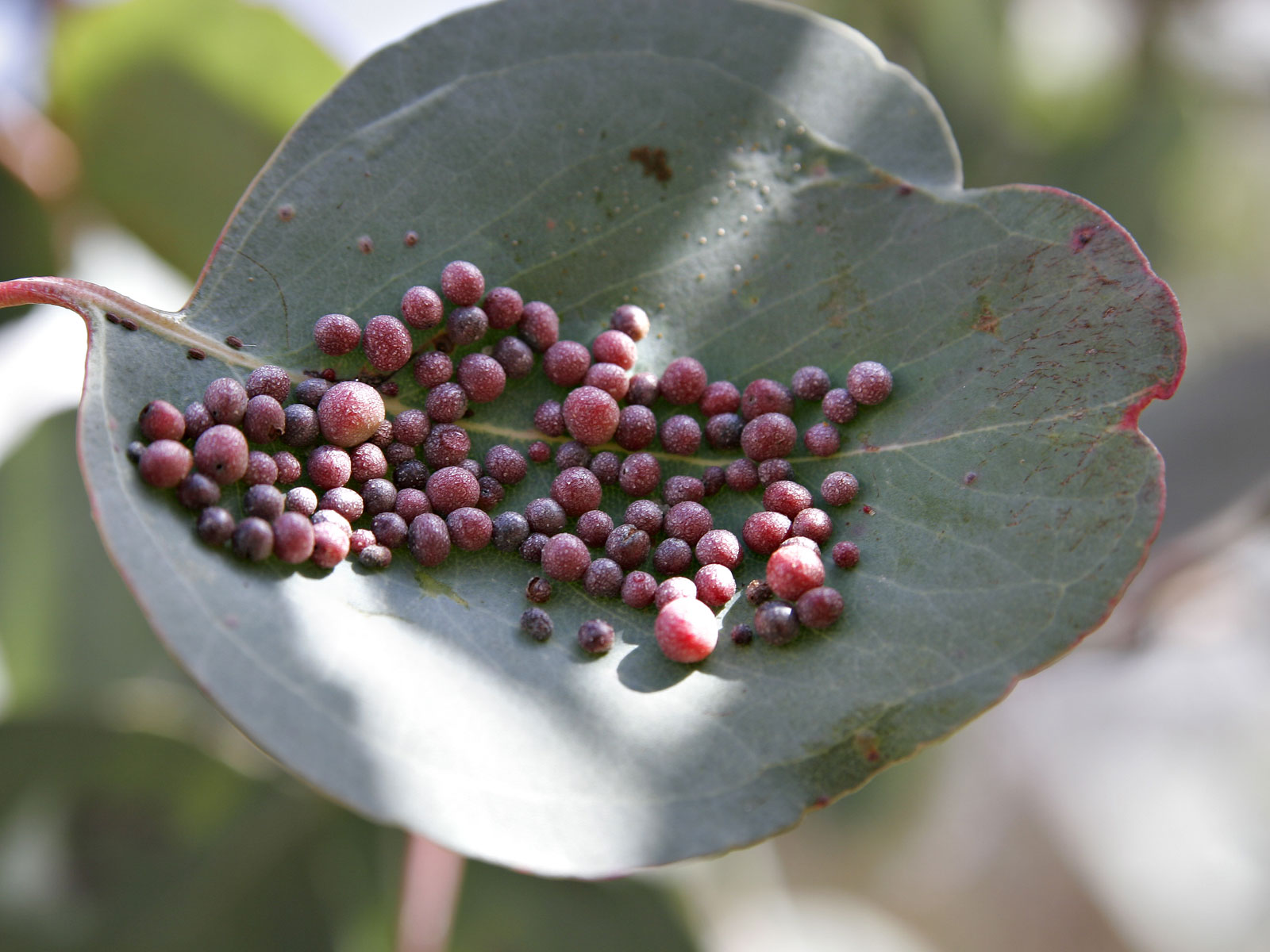
Sobre eucaliptus
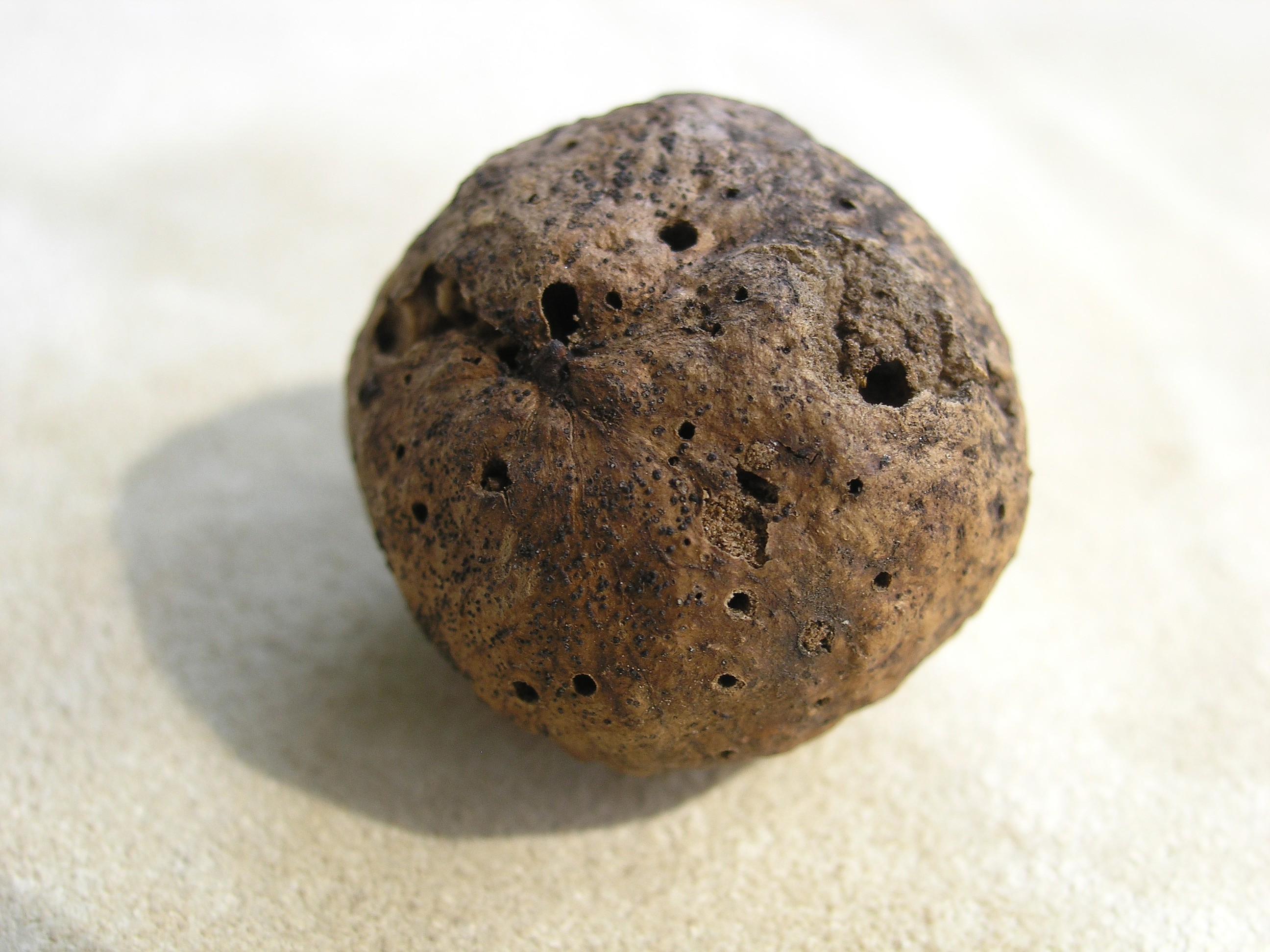
Andricus kollari
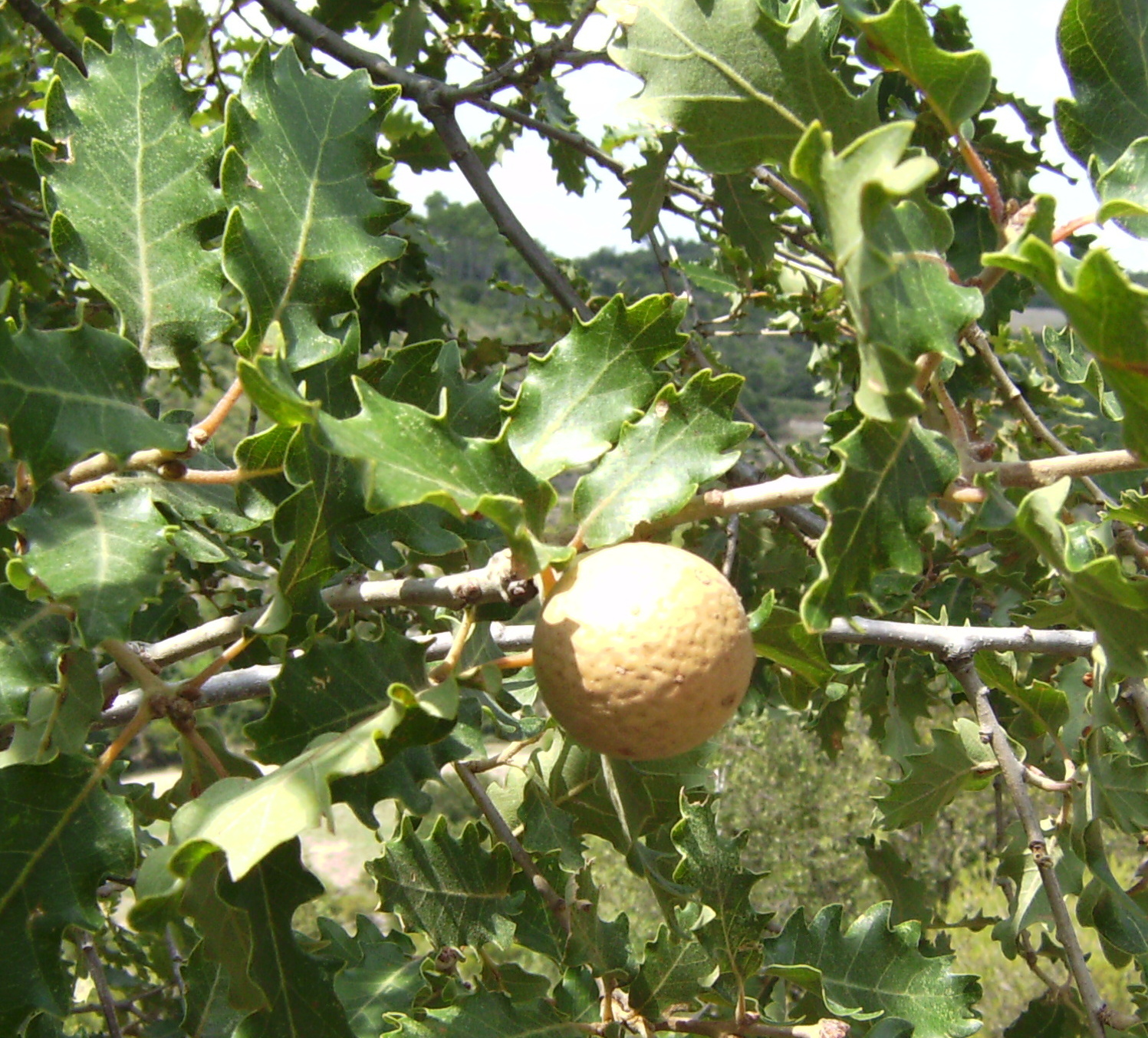
Gala d'Andricus kollari sobre "Quercus pubescens"
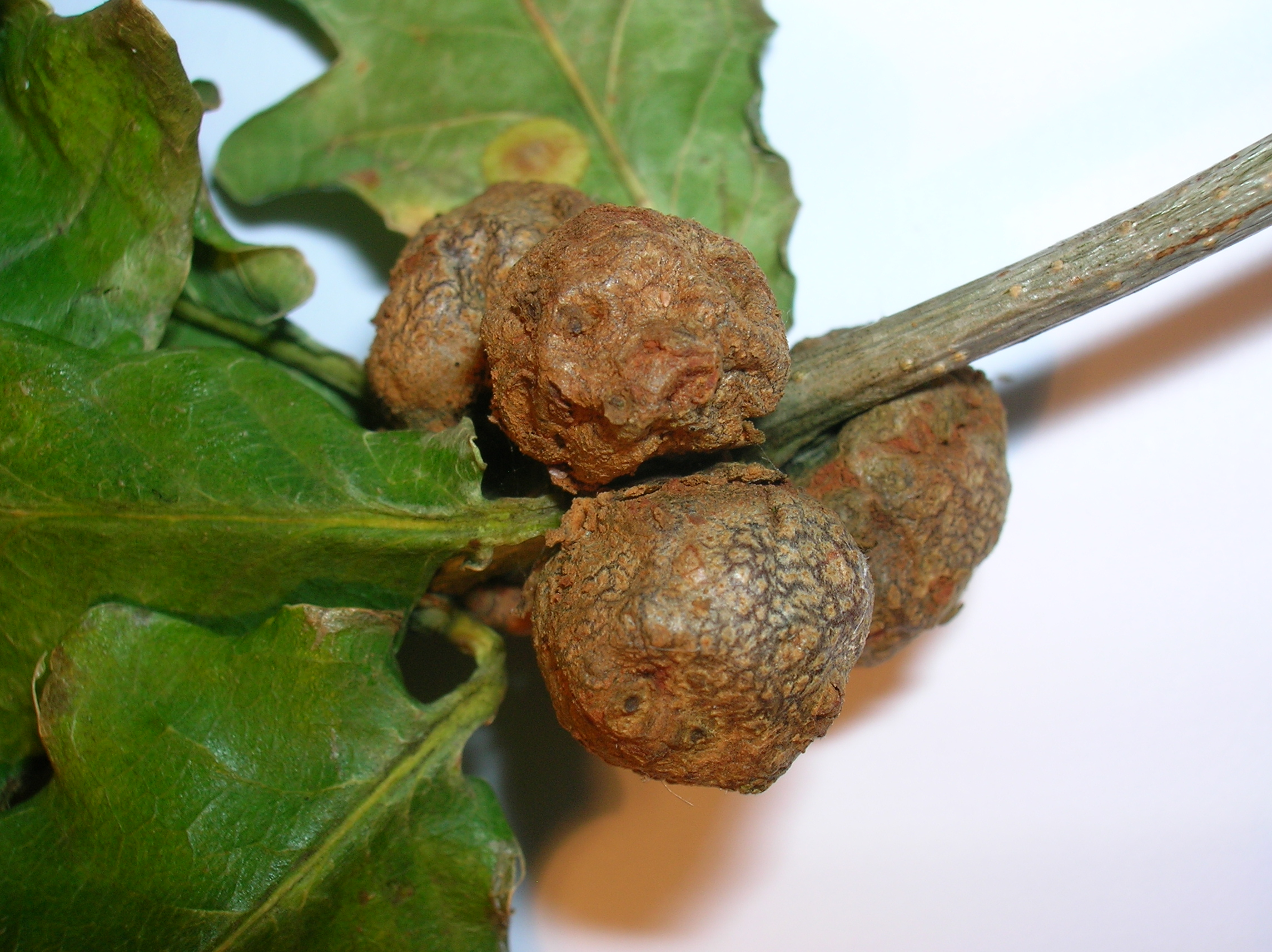
Andricus lignicola en roure pedunculat
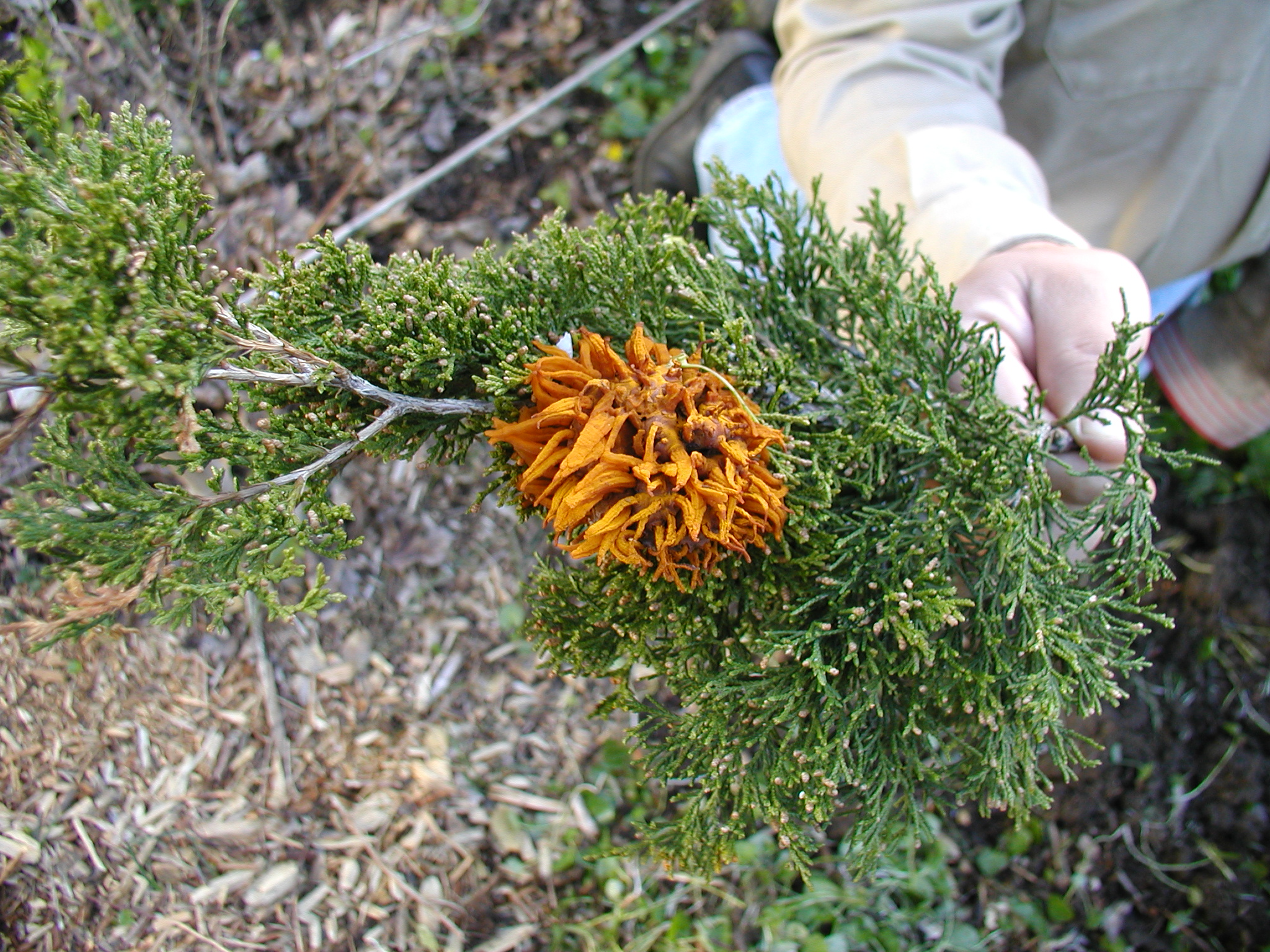
Gymnosporangium
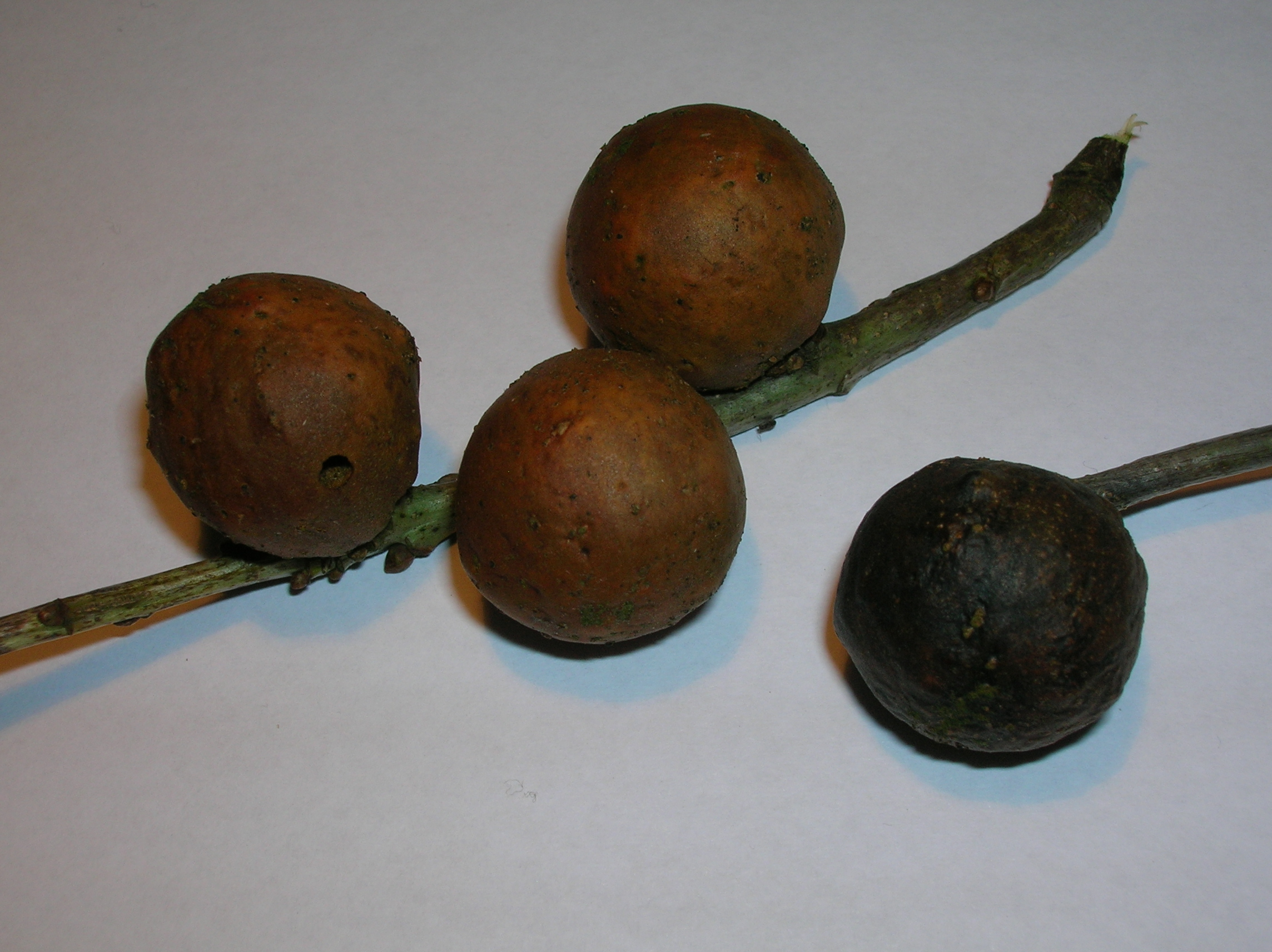
Gales de marbre en roure
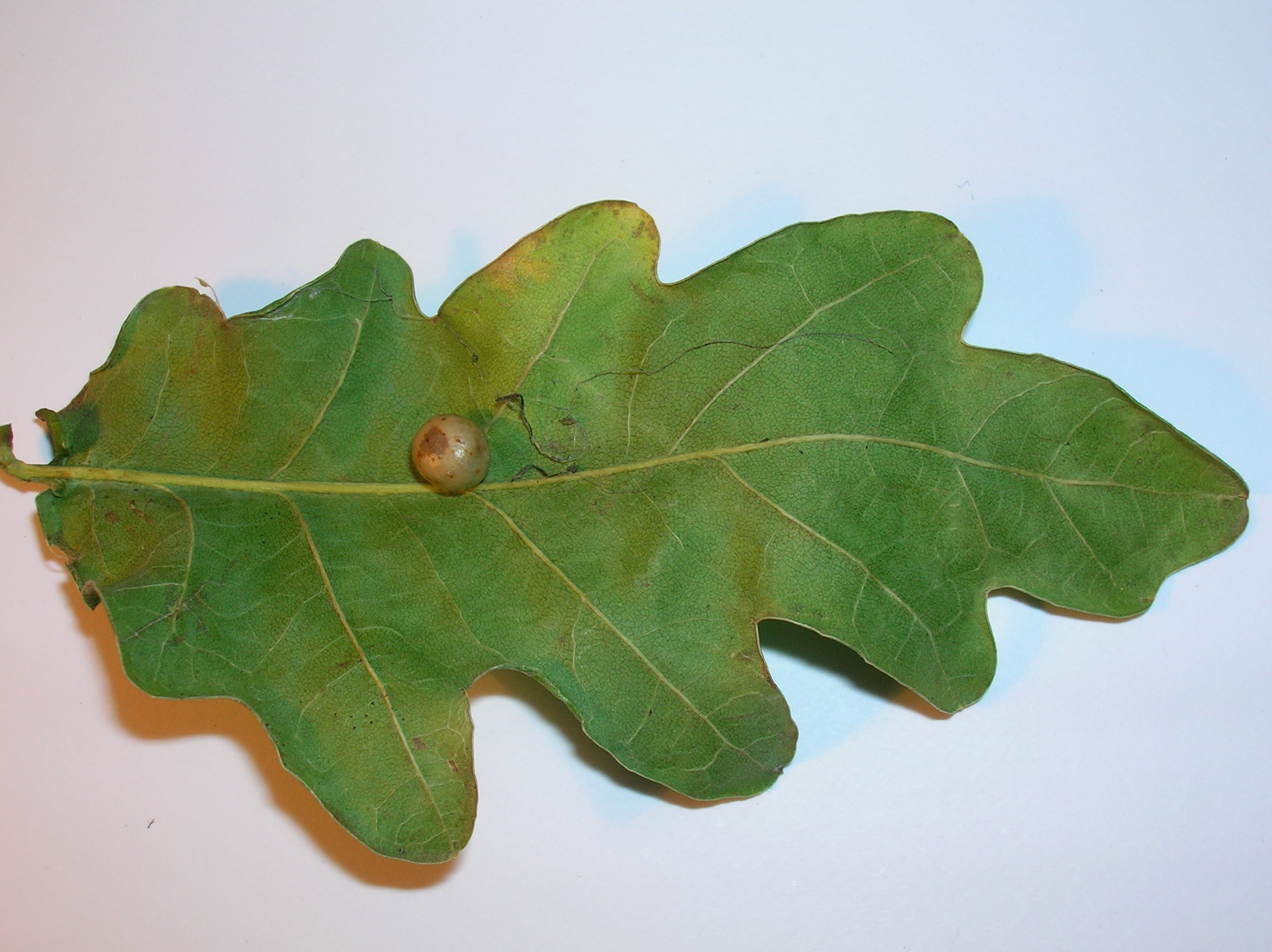
Cynips divisa en roure
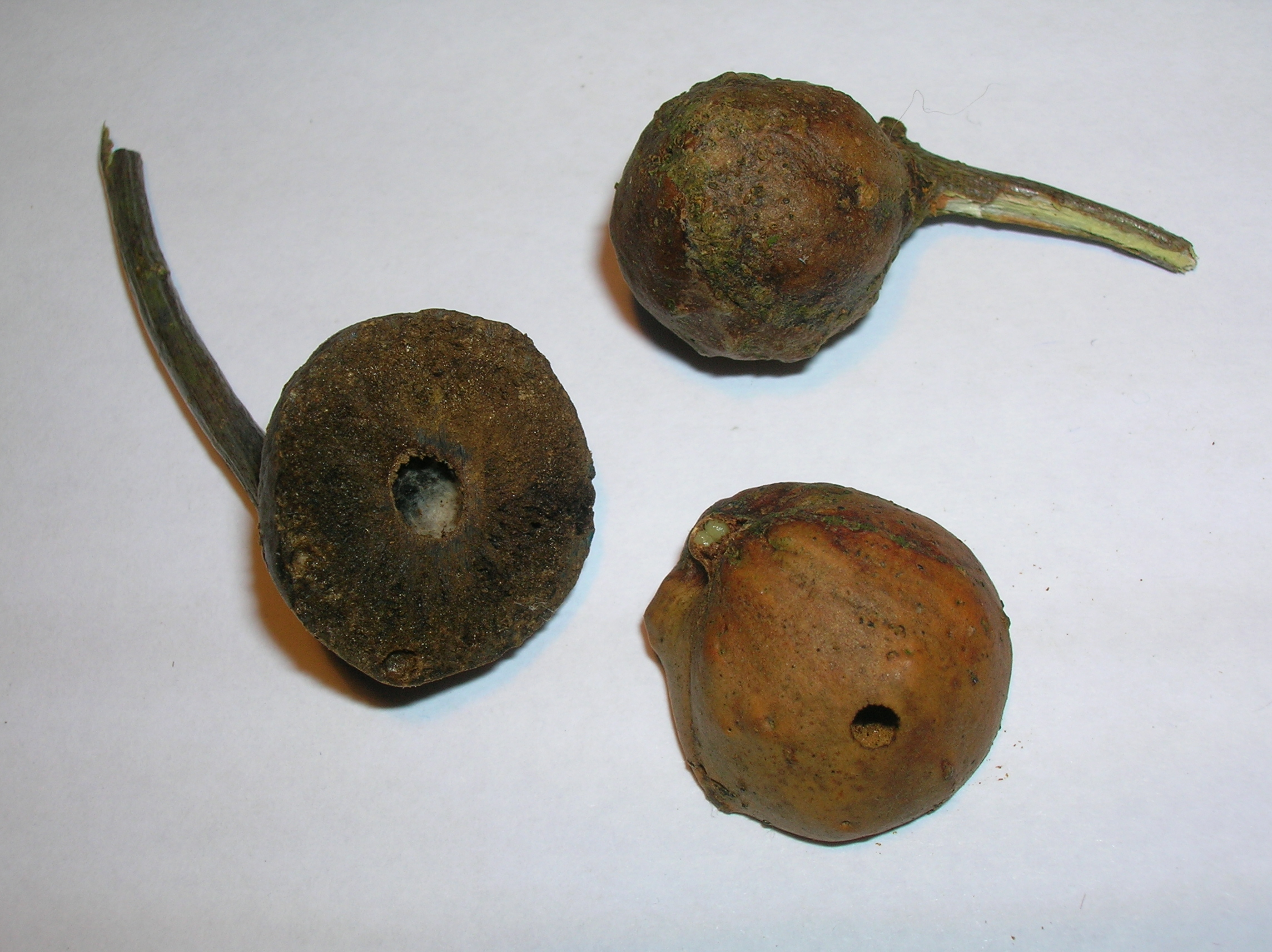
Mostrant la cel·la central
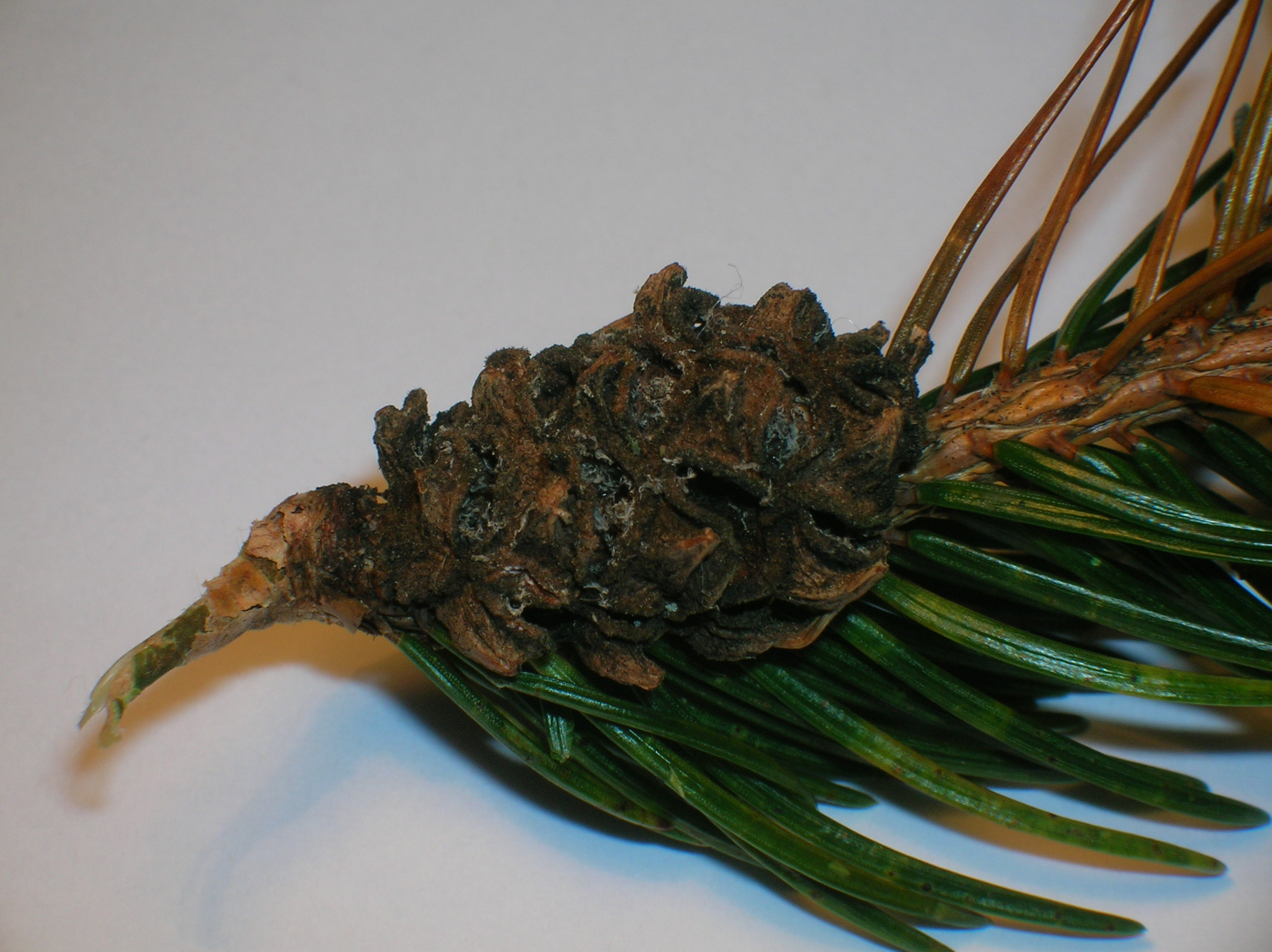
Gala en forma de pinya (Adelges abietis)
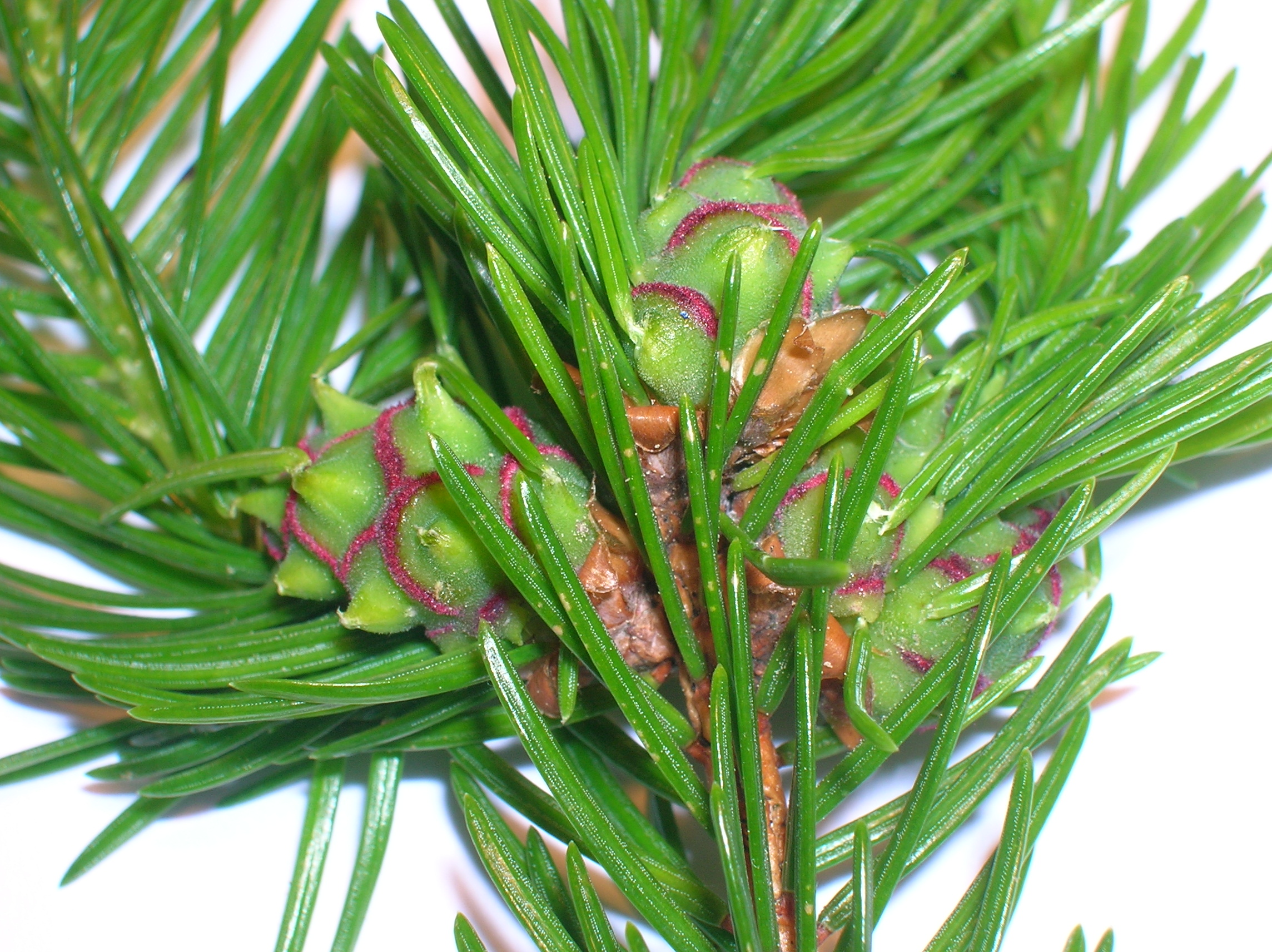
En pícea
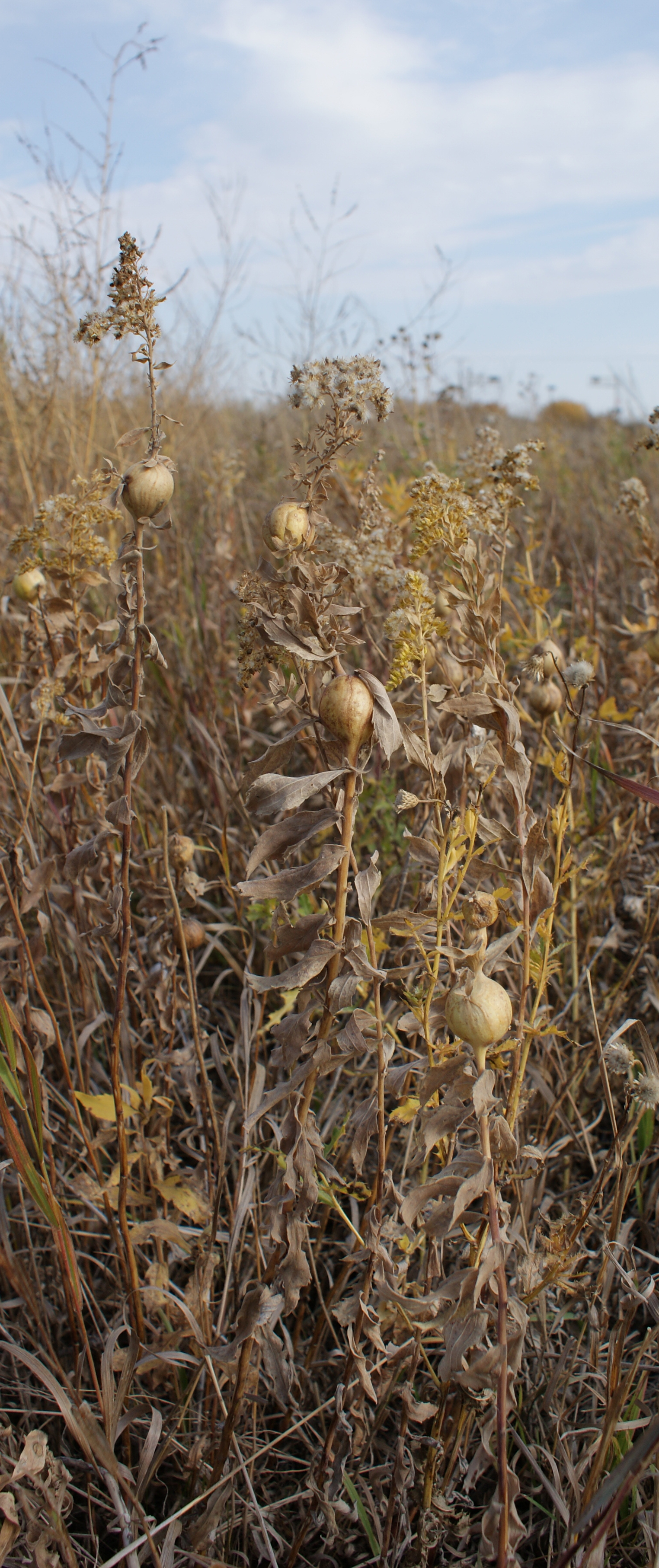
Goldenrod Gala
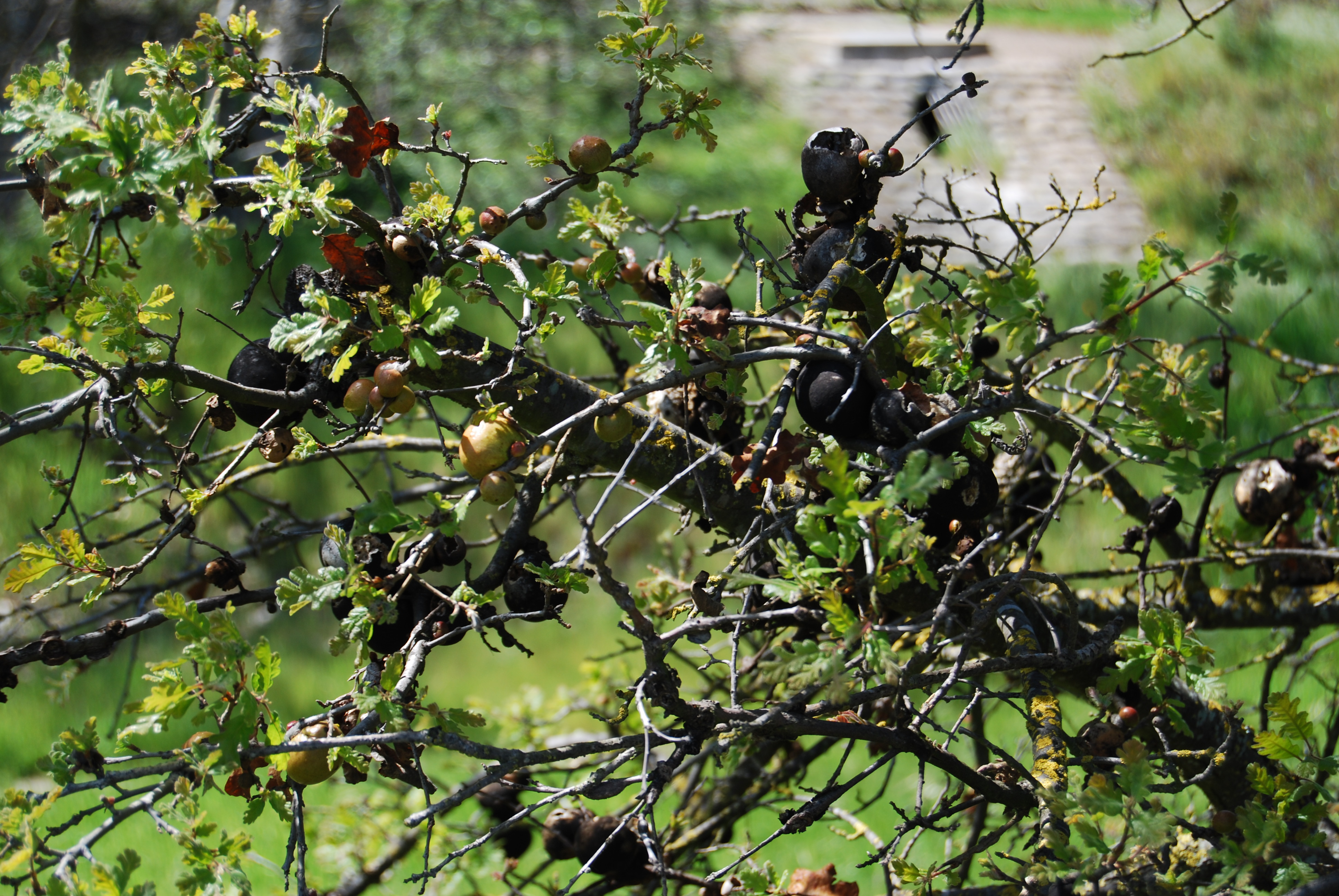
Sobre roure
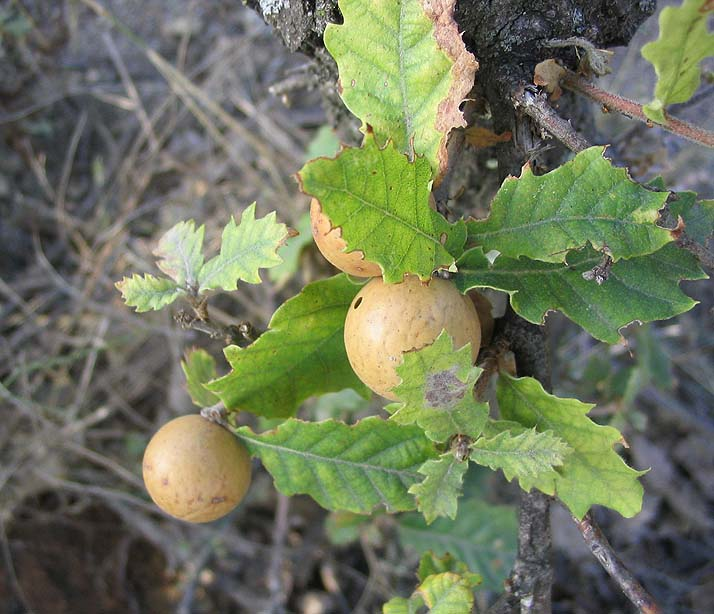
Roures
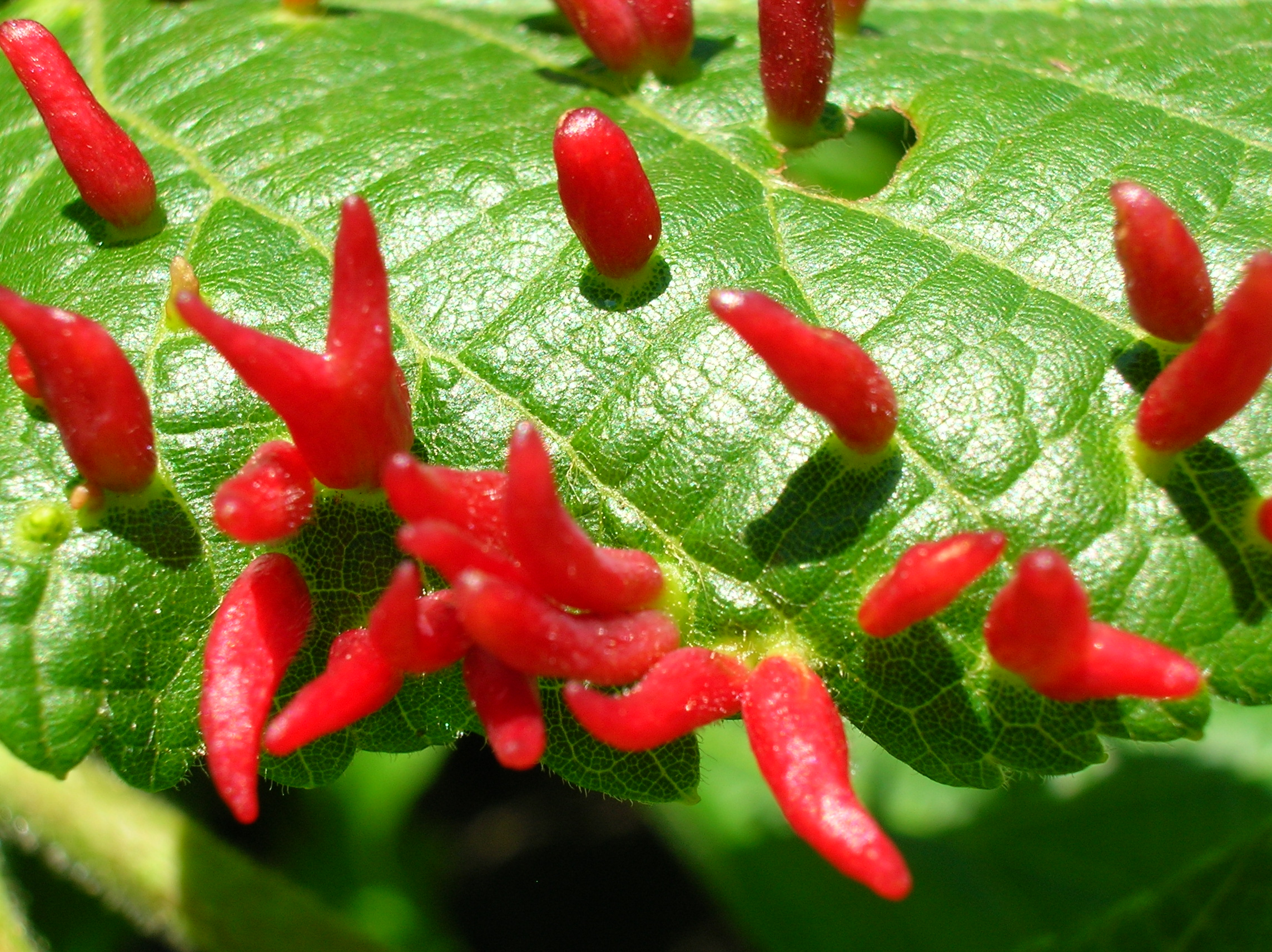
Eriophyes tiliae tiliae
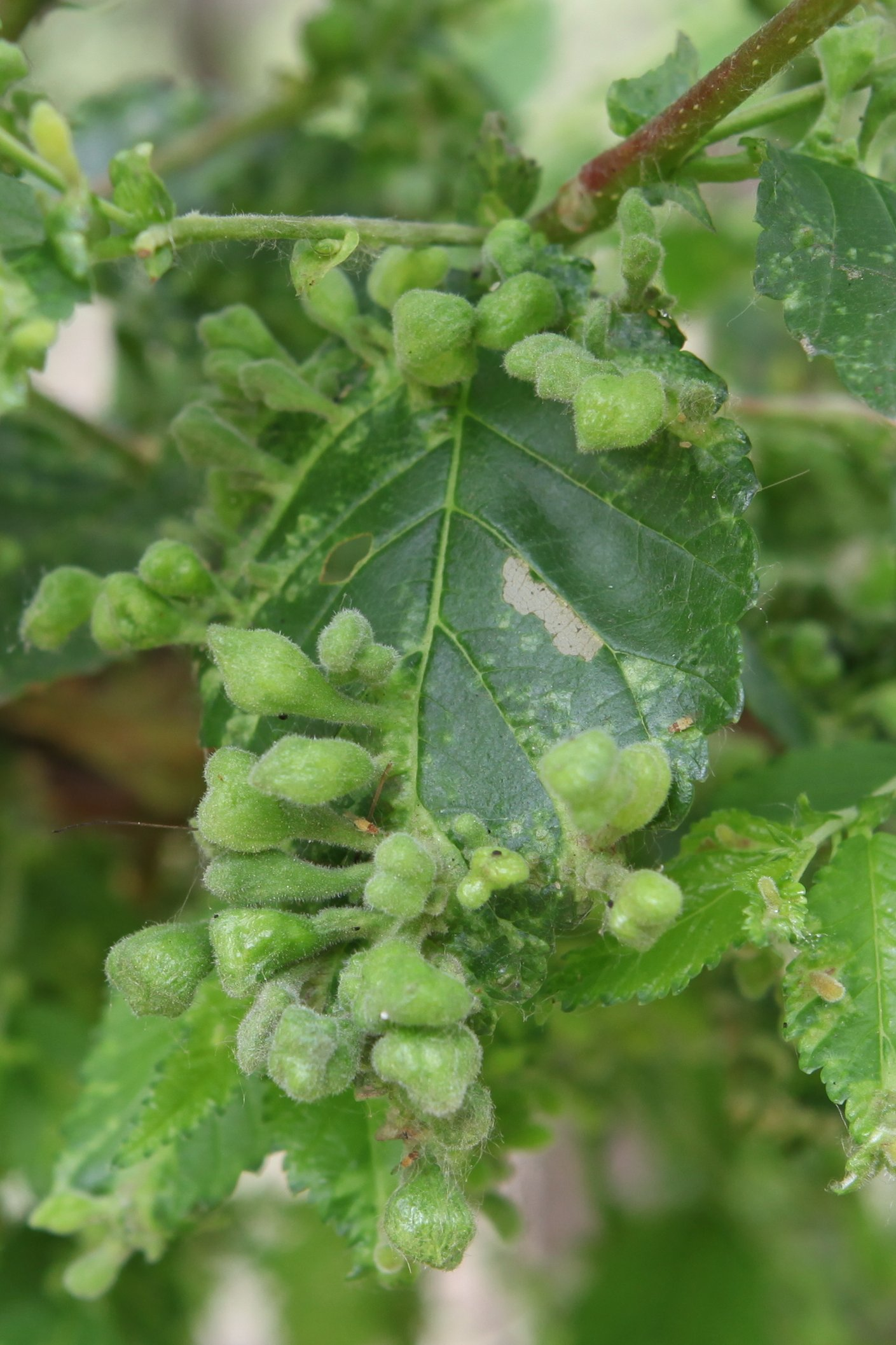
Gala en presseguer
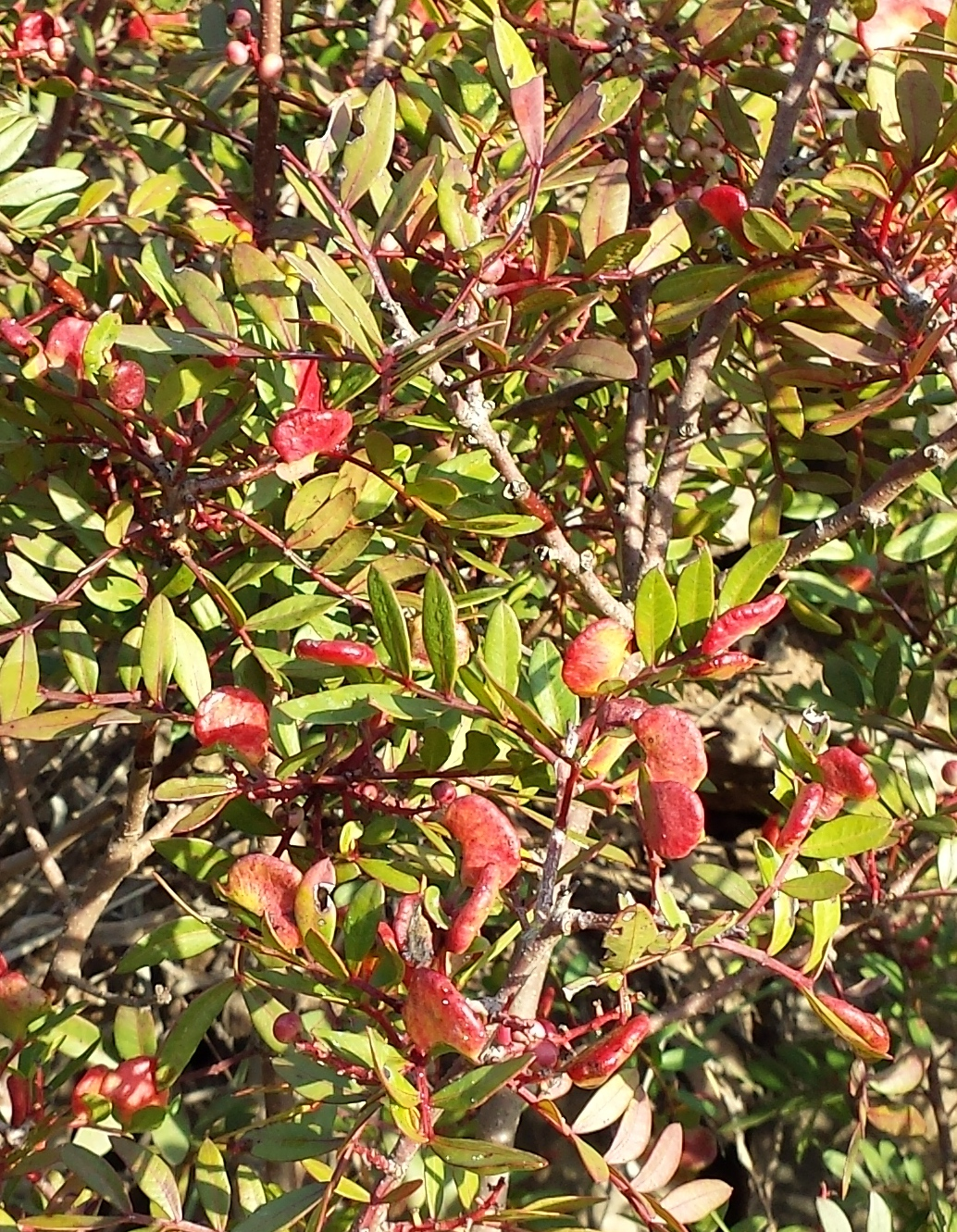
Gales de l'àfid Aploneura lentisci en un llentiscle a Castelltallat